# Högling (Bruckmühl)

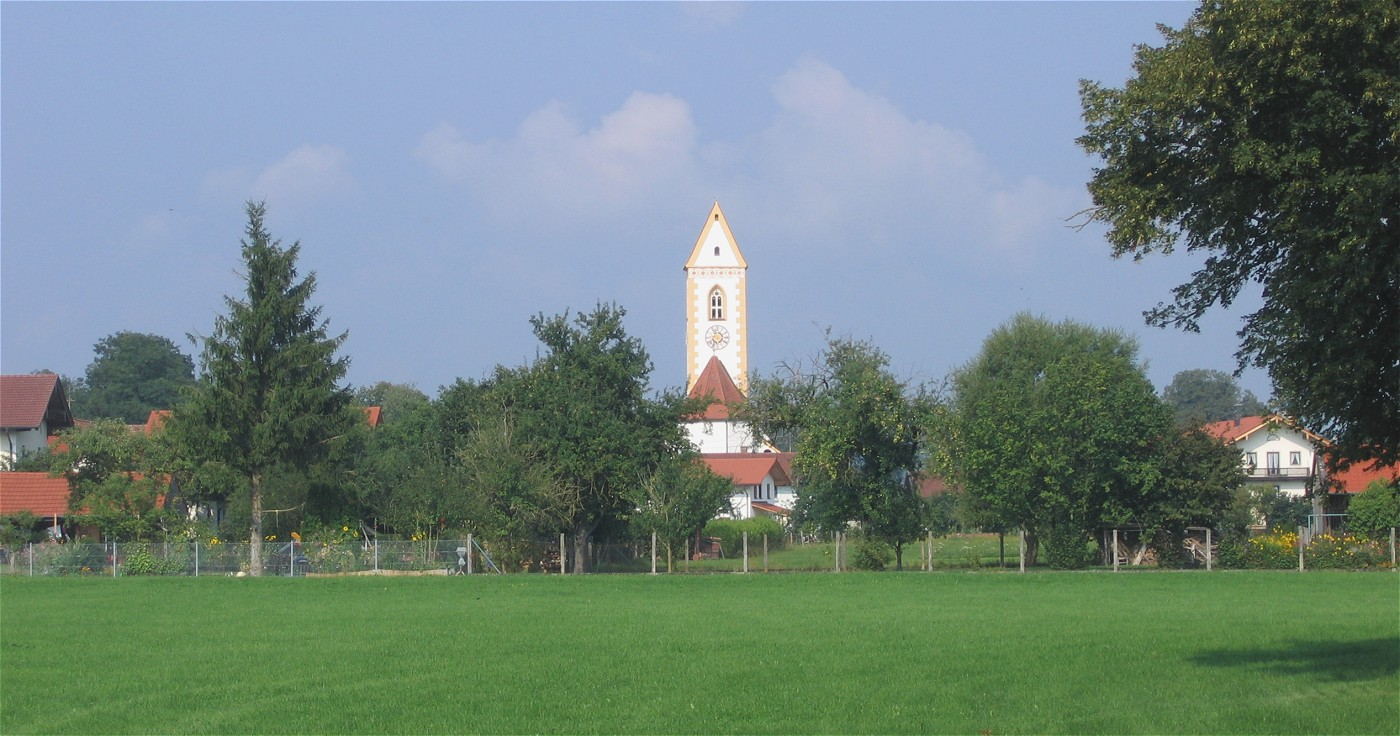
Högling von Weihenlinden aus gesehen

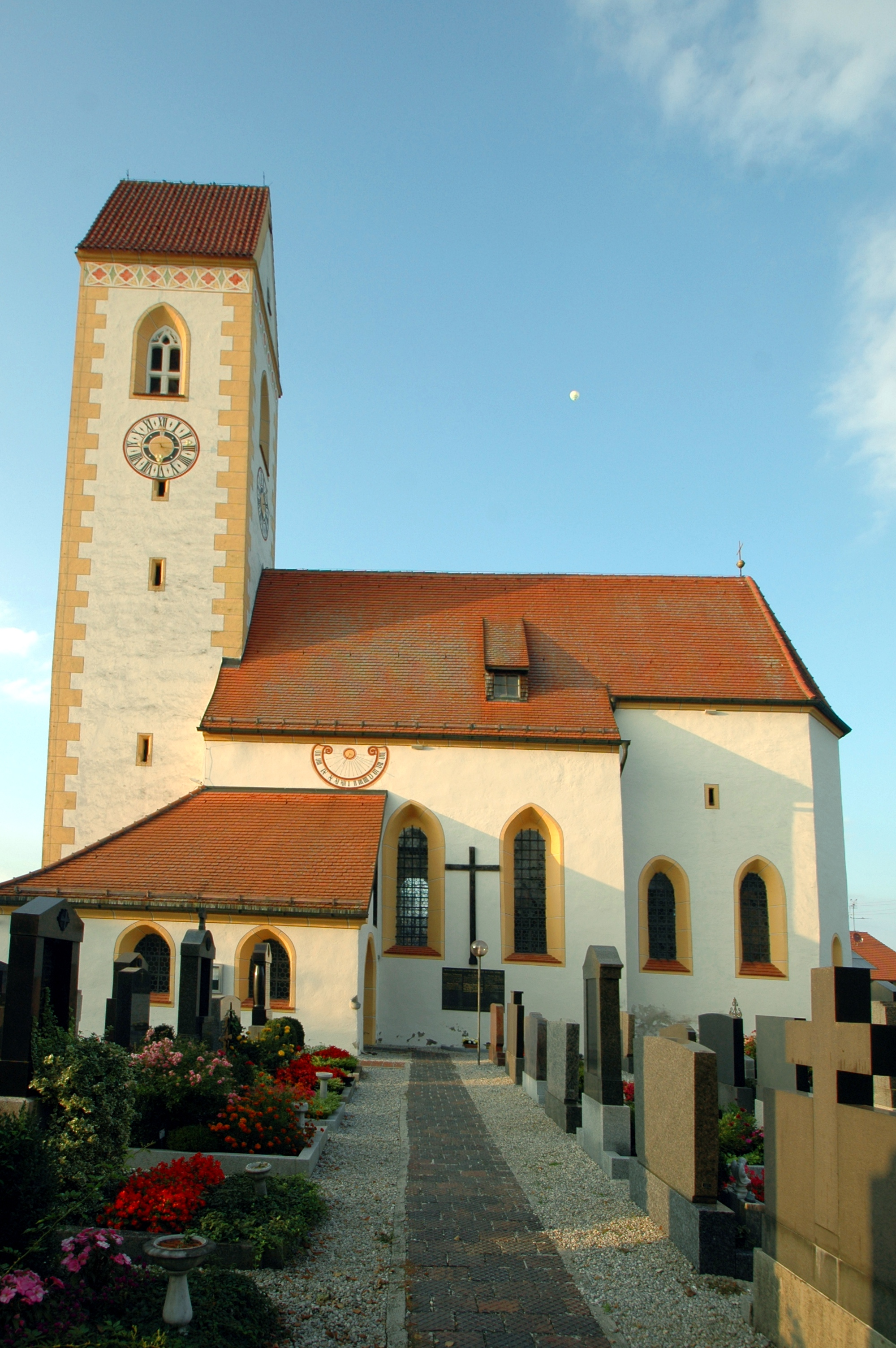
St. Martin

Högling ist ein Gemeindeteil von Bruckmühl im Landkreis Rosenheim. Das Kirchdorf hat 450 Einwohner und liegt zwischen Bruckmühl und Bad Aibling.

## Geschichte
Die erste urkundliche Erwähnung des Ortes Högling stammt aus dem Jahr 804. Durch Högling führte die Salzstraße. Im Dorf befinden sich einige denkmalgeschützte Bauernhöfe mit Bundwerk.

## Sehenswürdigkeiten
- Kirche St. Martin
- Die 1000-jährige Linde im Ortszentrum ist eine uralte Dorflinde. Unter ihr wurde früher Gericht gehalten. Stürme und Blitze haben der 1000-jährigen Linde übel mitgespielt und große Äste sind abgebrochen. Die Linde ist mittlerweile fast völlig hohl, dennoch grünt und blüht sie noch jedes Jahr.

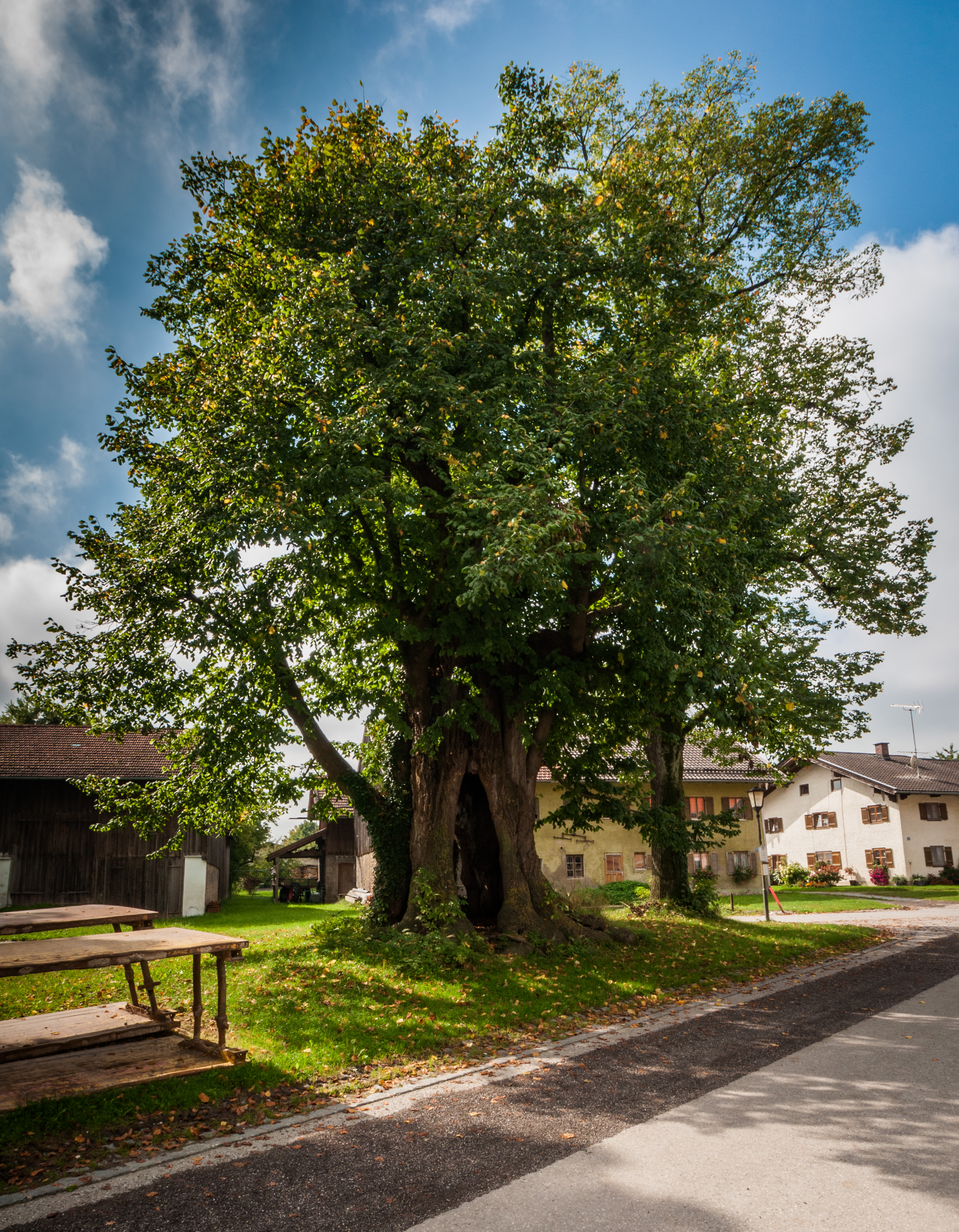
1000-jährige Linde

## Brauchtum

### Das Högeln
Bei dem Wort Högeln handelt es sich um ein altes Brauchtum. Im kleinen Ort Högling wurde bis 1956 noch gehögelt. Neubürger und Knechte wurden dadurch am Kirchweihmontag in die Ortsgemeinschaft aufgenommen. Jeder einzelne Neubürger oder Knecht wurde dreimal hochgehoben und dann mit Wasser übergossen. Daraufhin wurde ein Zweig der 1000-jährigen Dorflinde in eines seiner Knopflöcher gesteckt. Danach ging man über zum fröhlichen Tanz mit traditioneller Musik, Bier und Schmalznudeln.